# Domenico Savio
Domenico Savio, född 2 april 1842 i Riva presso Chieri, Turin, död 9 mars 1857 i Castelnuovo d'Asti, nuvarande Castelnuovo Don Bosco, Asti, är ett italienskt helgon. Han var elev till Giovanni Bosco. Han var bekännare och kanoniserades 1954. Hans minnesdag firas den 9 mars.

## Biografi
Savio var son till en smed och började som tolvåring i Giovanni Boscos skola i där han blev dennes favoritelev. Domenico ville bli präst och hjälpte Bosco i dennes arbete. Han grundade en studentgrupp som skulle medla när elever hamnat i bråk med varandra. Domenico var fysiskt klen och sjuklig. Han dog 14 år gammal i tuberkulos.
1859 författade Bosco en biografi över honom där han målas upp som ett ideal för studenter och unga kristna. Boken sålde i stora upplagor och översattes till de flesta moderna språk. Den 5 mars 1950 saligförklarades Domenico och den 12 juni 1954 kanoniserades han av påve Pius XII. Han är den katolska ungdomens, ministranternas och de katolska barnkörernas beskyddare.

### Webbkällor
- ”San Domenico Savio, adolescente”. Santi e Beati. http://www.santiebeati.it/dettaglio/32300. Läst 9 mars 2018.